# Ге, Софи
Софи Ге, полное имя Мари-Франсуаза-Софи Нишо де Лавалетт Ге (фр. Marie-Françoise-Sophie Nichault de Lavalette Gay; 1 июля 1776, Париж, Франция — 5 марта 1852, там же) — французская писательница и хозяйка литературного салона, автор романов, театральных пьес и оперных либретто.

## Биография и творчество
Софи Нишо де Лавалетт родилась в 1776 году в Париже. Её родителями были Огюстен-Франсуа Нишо де Лавалетт, финансист, и Антуанетта-Франсуаза Перетти. Выросшая в аристократической среде, девочка получила соответствующее образование, включавшее живопись, музыку и литературу. Она умела играть на арфе и была хорошей пианисткой. В году Великой французской революции семья Софи разорилась, что стало причиной её раннего замужества: в 15 лет Софи вышла замуж за состоятельного биржевого маклера Гаспара Лиоттье. Этот брак открыл ей доступ в наиболее престижные салоны Парижа, однако в 1799 году Софи развелась с супругом и вышла замуж за Жана-Сигизмонда Ге. У них родились трое детей, в том числе дочь Дельфина, впоследствии ставшая известной писательницей. После второго замужества Софи продолжала вращаться в кругах парижской элиты, а её собственный литературный салон был одним из самых модных в Париже эпохи Луи-Филиппа. У неё бывали, в частности, Бальзак, Гюго, Ламартин, Виньи, Скриб, мадам де Сталь и мадам Рекамье. О парижских салонах первой половины XIX века, включая собственный, она впоследствии написала книгу «Les Salons célèbres» (1837).
Впервые Софи Ге выступила в печати с защитой романа «Дельфина» мадам де Сталь в Journal de Paris. В 1802 году она опубликовала (анонимно) собственное произведение, «Laure d’Estell»: сентиментальный роман с трагической концовкой.
За ним последовали «Léonie de Montbreuse» (1813), «Les malheurs d’un amant heureux» (1818), «Le moqueur amoureux» (1830), «La Physiologie du Ridicule» (1833), «Le Mari confident» (1849) и множество других. Софи Ге также много писала для театра, причём её пьесам, в отличие от романов, присущи юмор, остроумие и комедийный характер. Особый успех имела пьеса «La Duchesse de Châteauroux» (1834).
Помимо театральных пьес, Софи Ге писала оперы: как либретто, так и музыку. Большой успех имела опера «La Sérénade» (1818), музыку которой написала композитор Софи Гель, а либретто — Софи Ге. Кроме того, Софи Ге создала либретто для опер «Капельмейстр, или Неожиданный ужин» Фердинандо Паэра (1821) и «Le Chevalier de Canolle» Ипполита Оноре Жозефа Кур де Фонмишеля (1836).
Софи Ге умерла 5 марта 1852 года в Париже.

## Публикации на русском языке
- Брак в царствование Наполеона : Роман в 3 ч. : Пер. с фр. Ч. 1-3 / Соч. Софии Ге. — Санкт-Петербург : тип. Имп. Рос. акад., 1833. — 3 т.
- Влюбленный насмешник : [Роман] : Пер. с фр. Ч. 1-2 / Соч. г-жи Софьи Гэ. — Санкт-Петербург : тип. К. Крайя, 1833. — 2 т.
- Герцогиня Шатору : Пер. с фр. Т. 1-3 / Соч. Софии Ге. — Москва : тип. Н. Степанова, 1838. — 3 т.[10]